# 北九州児童養護施設虐待事件
北九州児童養護施設虐待事件（きたきゅうしゅうじどうようごしせつぎゃくたいじけん）とは、福岡県北九州市内にある児童養護施設において、2019年から2024年に発覚した12件の児童虐待事件、及びその他9件の違法行為ないし不祥事（計21件）の総称である。

## 事件の概要

### 児童虐待事件の概要
北九州児童養護施設虐待事件における児童虐待は次に示す12件の事件から構成される。
- 対象の事件：第1から第11の事件及び第18の事件
- 発生の時期：2015年～2024年
- 加害発生要因：数年にわたる虐待防止策の放置、行政指導の無視等
- 職員の性加害の内容：強制性交、児童買春、強制わいせつ、児童ポルノ法違反（製造）等
- 児童の性加害の内容：男子児童間での口腔性交・肛門性交や男子中学生が女子小学生に対して男性器を露出する等
- 加害男子児童の顛末：児童精神科での長期措置入院、退所等

| 児童虐待事件の概要          | 児童虐待事件の概要 | 児童虐待事件の概要 | 被害者児童 | 被害者児童 | 加害者   | 加害者   | 加害職員の顛末 | 加害職員の顛末 |
| 事件の番号                  | 事件の種類         | 発生件数           | 男子児童   | 女子児童   | 男性職員 | 男子児童 | 逮捕者         | 退職者         |
| --------------------------- | ------------------ | ------------------ | ---------- | ---------- | -------- | -------- | -------------- | -------------- |
| 第1～第5、第9～第11及び第18 | 性的虐待           | 9件                | 8名        | 2名        | 3名      | 3名      | 2名            | 3名            |
| 第6～第8                    | 身体的虐待         | 3件                | 3名        |            | 1名      |          |                | 1名            |
| 合計                        | 合計               | 12件               | 11名       | 2名        | 4名      | 3名      | 2名            | 4名            |

### 事件の全体構造
本事件は前述の12件の児童虐待事件、その他9件の違法行為ないし不祥事、計21件の事件で構成されている。
| 事件の番号 | 事件の概要                                                                                            | 被害児童の人数                                                                                              | 加害者                                                                                          | 加害者の顛末 |
| ---------- | --- | --- | ----------------------------------------------------------------------------------------------- | --- |
| 第1～第4   | - 性的虐待：4件                                                                                       | - 男子小学生：2名 - 男子中学生：2名                                                                         | - 男性職員X                                                                                     | - 男性職員Xは退職後に逮捕 |
| 第5        | - 性的虐待：1件                                                                                       | - 女子高校生：1名                                                                                           | - 男性職員Y                                                                                     | - 事件発覚後に退職 |
| 第6～第8   | - 身体的虐待：3件                                                                                     | - 男子小学生：1名 - 男子中学生：1名 - 男子高校生：１名                                                      | - 男性職員U                                                                                     | - 男性職員Uは怠業も発覚し退職 |
| 第9～第11  | - 性的虐待：3件                                                                                       | - 男子小学生：3名 - 男子中学生：1名                                                                         | - 入所男児：3名                                                                                 | - 数年にわたる措置入院・退所等 |
| 第12～第15 | - 虐待の隠蔽：3件 - 公金の横領：1件 - 行政指導の無視                                                  | - 上記の児童                                                                                                | - 西田孝子 - 鈴木貴美子                                                                         | - 両名共に施設長職を解任 |
| 第16       | - 行政指導の無視                                                                                      | - 上記の児童                                                                                                | - 小野三七子 - 西田二郎 - 他理事：5名                                                           | - 小野三七子と他4名は理事を辞任 - 西田二郎は行政指導を無視し現在も理事 - 高田照男は市役所OBのため現在も理事                                                 |
| 第17       | （身体的虐待：1件）                                                                                   | （男子小学生1名）                                                                                           | （男性職員甲）                                                                                  | （甲は事件発覚後に退職） |
| 第18       | - 性的虐待：1件                                                                                       | - 女子小学生：1名                                                                                           | - 男性職員乙                                                                                    | - 乙は逮捕後に退職 |
| 第19～第21 | - 違法行為等：3件                                                                                     | - 非公表 | - 非公表                                                                                        | - 非公表 |
| 小計       | - 性的虐待：9件 - 身体的虐待：3件 - 違法行為等：3件 - 虐待の隠蔽：3件 - 公金の横領：1件 - その他：2件 | - 男子小学生：6名 - 女子小学生：1名 - 男子中学生：4名 - 女子中学生：0名 - 男子高校生：1名 - 女子高校生：1名 | - 男子児童：3名 - 女子児童：0名 - 男性職員：4名 - 女性職員：0名 - 男性理事：6名 - 女性理事：1名 | - 逮捕者：2名 - 退職者：4名（逮捕者2名含む） - 施設長職の解任：2名 - 措置入院となった男子児童：1名 - 退任した理事：5名 - 留任した理事：2名（西田二郎他1名） |
| 合計       | 事件発生：21件 （内：児童虐待12件）                                                                   | 被害児童：13名 （男11名・女2名）                                                                            | 加害職員：4名 加害児童：3名                                                                     | 逮捕者：2名 退職者：4名（逮捕者2名含む） |

【備考】
- 退職者4名（X・Y・U・乙）のなかには、逮捕者2名（Xと乙）を含む。
- 上記の件数に第17の事件はカウントされていない（理由：2000年に発生・発覚している為）。
- 双葉学園の鈴木貴美子は施設長の職を追われたが、現在は双葉学園みのりの児童指導員として勤務している。

### 児童虐待の発覚
元双葉会の職員及び退所児童らは2019年、「双葉学園の鈴木貴美子施設長の放漫な児童施設の運営により、10名以上の入所児童が複数の男性職員ないし一部の男子児童から虐待を受けている（第1から第11の事件）。」旨を福岡県警察本部少年課及び北九州市役所子ども家庭局に通報・通告するとともに、福岡県弁護士会に子どもの人権救済を申立てした。また、福岡県北九州市に居住する第三者の男性は2019年、「鈴木貴美子施設長が公金である措置費を、私的な携帯電話料や飲食代などの支払いに流用しているのは違法・不当（第12の事件）。」とする主旨の住民監査請求及び行政訴訟を提起した。

### 児童虐待の原因
双葉学園において2017年6月、男性職員Yが女子児童を性的虐待する事件（第5の事件）が発覚した。このため、当時双葉学園の施設長であった鈴木貴美子は同年10月、「児童虐待の再発防止策」（防犯カメラの録画内容を翌日に確認することなど）を北九州市役所に提出していたが、その履行を1年以上も懈怠していた。また、児童虐待を現に行っている男性職員U本人から複数の虐待の告白を受けても、これを速やかに通報・通告しなかった。これらが要因となり、第1～第4、第6～第8の事件及び第9～第11の事件の発覚が2019年まで遅れることとなった。
鈴木貴美子は2019年、第1～第4の事件等が発覚したことにより、翌年双葉学園の施設長職を解任された。このため現在では、双葉学園みのりにおいて主任職の児童指導員を務めているものの、ここでは男性指導員乙（児童指導員）が、盗撮の容疑で2024年に逮捕された（第18の事件）。

## 他の事件との比較
|      |          | 北九州児童養護施設虐待事件 （第1～第4の事件のみ）                                                                                                  | 恩寵園事件 |
| ---- | -------- | --- | --- |
| 施設 | 名称     | 双葉学園 | おんちょう園（事件当時の表記は「恩寵園」） |
| 施設 | 住所     | 福岡県北九州市小倉南区 | 千葉県船橋市 |
| 施設 | 種別     | 児童養護施設 | 児童養護施設 |
| 施設 | 設立時期 | 1945年 | 1946年 |
| 施設 | 起源     | 戦災孤児収容所 | 戦災孤児収容所 |
| 施設 | 定員     | おおよそ45名（2018年4月当時） | おおよそ70名 |
| 法人 | 名称     | 社会福祉法人双葉会 | 社会福祉法人恩寵園 |
| 法人 | 本部住所 | 施設内 | 施設内 |
| 法人 | 設立時期 | 1954年 | 1952年 |
| 法人 | 事業内容 | - 児童養護施設の運営 - 保育園・保育所の運営 - 高齢者施設の運営                                                                                     | - 児童養護施設の運営 - 保育園の運営 |
| 法人 | 所管庁   | 北九州市役所（福岡県内） | 千葉県庁 |
| 法人 | 処分内容 | 施設長2名の解任を含む改善勧告 | 施設長解任を含む改善勧告 |
| 法人 | 改善事項 | - 一部の理事及び施設長2名の交代 - 西田二郎は行政指導を無視し留任 - 高田理事は市役所OBのため留任                                                    | - 理事長の交代 - 理事の一新 - 施設長の交代 |
| 事件 | 発生場所 | 主に施設内、一部加害職員の自宅 | 施設内 |
| 事件 | 発生時期 | 2015～2019年 | 1995年 |
| 事件 | 発覚時期 | 2019年 | 1996年 |
| 事件 | 追及方法 | - 福岡県警察（少年課）へ事件を通報 - 所管庁に通告（特別指導監査の開始） - 福岡県弁護士会への人権救済申立て - 住民監査請求の申立て - 住民訴訟の提起 | - 児童13人が施設を脱走し児童相談所に逃げ込む - 所管庁に通告（但し通告直後は調査拒否される） - 千葉県警察に刑事告発 - 千葉県弁護士会への人権救済申立て - 日本テレビの番組内で、児童が虐待等を訴える |
| 事件 | 起訴内容 | 男性職員X - 強制性交 - 児童買春 - 強制わいせつ - 児童ポルノ法違反（製造） - 児童福祉法違反                                                         | 男性職員（施設長の次男） - 強姦 - 強制わいせつ 施設長 - 傷害（足や男性器を切りつける等） |
| 事件 | 判決     | - 2019年：男性職員Xに懲役8年 | - 2000年：男性職員（施設長の次男）に懲役4年 - 2002年：施設長に懲役8ヶ月執行猶予3年 |
| 事件 | 影響     | アドボケイト（代弁者）を2020年に配置 | 児童福祉法の一部改正（2009年4月施行分） |

## 施設の運営法人

### 運営法人の概要
当該児童養護施設を運営する法人は、福岡県北九州市小倉南区（双葉学園内）に本部を置く双葉会で、70年以上の歴史がある社会福祉法人となっている。主力の事業は双葉苑・第二双葉苑など10ヶ所で展開している高齢者福祉事業である。このほかの事業として児童福祉事業や駐車場事業なども行っている。

### 運営する児童養護施設
双葉会が2024（令和6）年度において運営している児童養護施設は次のとおり
- 児童養護施設「双葉学園」（1945年9月開設[7]）
- 児童養護施設「双葉学園みのり」（2018年4月開設）
- 地域小規模児童養護施設「壱葉（いちは）」（2022年4月開設）
- 地域小規模児童養護施設「弐葉（にいは）」（2023年9月開設）
- 地域小規模児童養護施設「参葉（みつは）」（2023年9月開設）

## 他施設への影響

### 他施設の状況
後述する第1の事件が発覚した2019年6月以降、インターネット上において、第1の事件に関係する施設として、福岡県北九州市若松区に本部を置く高塔会が運営する児童養護施設「暁の鐘学園」も名指しされた。これにより暁の鐘学園はホームページ上において、「（前略）今回の事件は、他の施設で発生した事件であり、当園とは一切関係ありません。現在、警察・行政機関等への報告・相談を行い、関係各所から助言・指導を受け対応に当たっております。また、該当記事の削除依頼を行うとともに、損害賠償も含めた法的対応も視野に入れていくよう検討しております（後略）。」との告知をした。

### 加害者の男性職員Ｘ
本事件の加害者である男性職員Ｘは、1994年に高校を卒業し一旦大学に進学するも、その後直ちに暁の鐘学園に入職し約7年にもわたり児童指導員として勤務していた。Xは入職後暁の鐘学園の敷地内に居住していたものの、2009年2月には西日本シティ銀行の住宅ローンを利用して、暁の鐘学園近くに新築戸建住宅を購入した。そして2011年4月、同市小倉南区にある双葉学園に異動となった。

## 各種名称について

### 事件の名称
本事件について市役所・警察・弁護士会などは、被害児童が誹謗中傷を受けないようするため、事件に関係する施設が分からないようすることを目的に、事件を「（北九州）児童養護施設虐待事件」などと呼んでいた。ただし、これら以外の機関においては、本事件の被害児童が当該施設を退所して5年以上が経過していることもあり、「双葉学園事件」ないしは「双葉会事件」と呼んでいる。

### 施設等の名称
以下において施設などの名称について次のとおり表示する。
- 社会福祉法人双葉会は「運営法人」。
- 児童養護施設双葉学園は「施設」又は「本園」。

## 男性職員Ｘの事件

### 事件の概要
男性職員Ｘは2015年1月ころから2019年の3月までの4年もの間、勤務する施設や自宅などにおいて、入所していた小学4年生（11歳）から中学２年生（14歳）の男子児童4名に対して、児童買春や強制性交などを繰り返していた。また、その際Ｘは金属製の手錠を使用する、又は男子中学生のわいせつな姿態を撮影することもあった。

### 事件発覚の前兆
男性職員Ｘは、施設において「パパ」「兄ちゃん」と呼ばれ入所児童から慕われていた。しかし、男性職員Ｘは、深夜に指導と称して入所する男子児童と空き部屋で2時間程度を過ごしたり、週末などに施設に無断で入所児童を連れ出したりするなどの不適切な行為があった。このため運営法人は、入所男子児童への過剰な接触を理由に、2018年に男性職員Ｘを訓戒処分にしたものの、改善が見られなかったことから翌年2月に諭旨免職処分とした。これにより男性職員Ｘ（当時43歳）は約7年勤務した当該施設を退職した。

### 事件の遠因
第1～第4の事件の主因は男性職員Ｘの不法行為である。ただし、男性職員Ｘは勤務シフト以外の時間帯において頻繁に入所児童の居室に居残っているにもかかわらず、入所児童の記録を一切記載しないなど、長期間にわたり異常な行動が確認されていた。しかし当該施設の当時の管理者である鈴木貴美子施設長（現:双葉学園みのりの児童指導員）は、これを数年にわたり放置していた。このように鈴木貴美子は児童福祉法などが定める「最低限の技術的基準」を遵守していなかったために、男性職員Ｘによる性加害を防止できなかったとし、福岡県弁護士会は運営法人の理事会や鈴木貴美子の放漫な施設運営が当該児童虐待事件の遠因とした。

### 第1の事件
男性職員Ｘ（43歳）は、諭旨免職後の2019年3月8日、入所する男子児童Ｃ（当時中学1年生・13歳）を施設に無断で施設外に呼び出していた。そして同日午後10時30分ころ、福岡県北九州市八幡西区黒崎3丁目にあるビジネスホテルの客室内において、わいせつな行為をさせたとして児童福祉法違反の疑いで2019年6月17日に逮捕された。男子児童Ｃは2019年3月8日、施設に戻らなかったことから施設側は同日中に福岡県小倉南警察署に行方不明届を提出していたものの、Ｃは翌9日には自ら施設に戻った。
他方、男性職員Ｘは「ホテルに行ったが、わいせつな行為はしていない。」などと容疑を否認していたものの、北九州市役所子ども家庭局は、当該施設及び施設の運営法人に対する特別指導監査を開始した。施設関係者はXについて、退職しても施設周辺で見かけたほか「（Xは）子どもたちからの信頼は厚かった」。「（被害入所児童に）被害者意識が薄く、驚いた。」と言っていた。また、警察官は「（入所児童全員）口々に『世話になった気持ちがある。』と話し、被害の全容をなかなか言ってくれない。」とする。
福岡県福岡市にある西南学院大学の人間科学部社会福祉学科の安部計彦教授は、第1の事件について、「小児性愛などの性的指向を持つ人にとって（児童養護）施設が犯行しやすい場となっている可能性があり不用心だ。（職員の）採用で性的指向を確認する仕組みが必要」と指摘していた。

### 第2の事件
男性職員Ｘ（43歳）は、2018年12月23日午前2時ころXの自宅において、13歳未満と知りながら施設に入所する男子児童Ｄ（当時小学4年生・11歳）にわいせつな行為をしたり、させたりしたなどとして、強制性交等と児童福祉法違反の疑いで2019年7月8日に再逮捕された。男性職員Ｘは、入所児童に家庭的な環境を経験させることを目的に、週末や長期休みなどに施設職員の自宅に児童を宿泊させる「一日里親」の仕組みを利用して、勤務していた施設には無断で男子児童Ｄ及びM（当時小学5年生・11歳）をXの自宅に宿泊させていた。なお男性職員Ｘは諭旨免職となった後、男子児童Ｄに対して「（昨年の）12月のことは言うな。」と口止めをしていたほか、福岡県小倉南警察署の取り調べに対して、「自宅に泊めたが、わいせつな行為はしていない。」などと容疑を否認していた。
男子児童Ｍは、施設の聞き取りに対して、職員Xと男子児童Dと一緒の部屋で就寝したが、性的被害を一切受けていないとしていた。他方、男子児童Dは2019年６月になり、男性職員Xから性的被害を受けていることを告白した。Dは直ぐに告白できなかったことについて、男性職員Xより口止めがあったほか、「遊園地に連れて行ってくれ、お世話になっていたので言えなかった。」と言っているという。

### 第3の事件
男性職員Ｘは、2018年9月10日午前1時ころ、当時勤務していた施設2階の宿直室で入所男子児童Ｂ（当時中学2年生・14歳）に対しわいせつな行為をさせた。加えてその様子をビデオカメラで撮影したとして児童福祉法違反、児童買春、児童ポルノ法違反（製造）の疑いで2019年7月29日に再逮捕された。なお男性職員Ｘの自宅などの家宅捜索では、金属製の手錠のほかビデオカメラなどが押収されていたところ、当該カメラ内に今回のわいせつ動画が残っていた。これを受け男性職員Ｘは、これまで否認していた事件を含め全ての容疑について認めた。

### 第4の事件
男性職員Ｘは、2015年1月ころ、当時勤務していた施設2階の宿直室において、当時小学5年生（11歳）であった男子児童A（Mの兄）に対し、わいせつな行為をしたとして2019年8月に強制わいせつ、児童福祉法違反の容疑で書類送検された。

### 男性職員Xの事件一覧
|      | 第1の事件 | 第2の事件 | 第3の事件 | 第4の事件 |
| ---- | --- | --- | --- | --- |
| 発生 | 2019年3月 | 2018年12月 | 2018年9月 | 2015年1月ころ |
| 発覚 | 2019年6月 | 2019年7月 | 2019年7月 | 2019年8月 |
| 場所 | 福岡県北九州市内にあるビジネスホテル                                                                                                  | 福岡県北九州市内にある男性職員Xの自宅                                                                                                 | 施設2階にある宿直室 | 施設2階にある宿直室 |
| 児童 | 当時中学1年生（13歳）の男子児童C | 当時小学4年生（11歳）の男子児童D | 当時中学2年生（14歳）の男子児童B | 当時小学5年生（11歳）の男子児童A |
| 容疑 | - 児童福祉法違反 | - 児童福祉法違反 - 強制性交等 | - 児童福祉法違反 - 児童買春 - 児童ポルノ法違反                                                                                        | - 児童福祉法違反 - 強制わいせつ |
| 対処 | 被害児童は他施設に異動した。 | 被害児童は親権者が引き取った。 | 被害児童は親権者が引き取った。 | Aは児童相談所に移されそのまま退所となった。                                                                                           |
| 備考 | 加害者である男性職員Xの容姿（顔面等）、虐待の現場となった当該施設や男性職員Ｘの自宅（戸建住宅）が、テレビや新聞で全国的に報道された。 | 加害者である男性職員Xの容姿（顔面等）、虐待の現場となった当該施設や男性職員Ｘの自宅（戸建住宅）が、テレビや新聞で全国的に報道された。 | 加害者である男性職員Xの容姿（顔面等）、虐待の現場となった当該施設や男性職員Ｘの自宅（戸建住宅）が、テレビや新聞で全国的に報道された。 | 加害者である男性職員Xの容姿（顔面等）、虐待の現場となった当該施設や男性職員Ｘの自宅（戸建住宅）が、テレビや新聞で全国的に報道された。 |

※第４の事件は、刑法に強制性交等罪が制定される以前の2015年に発生していた。

## 他の職員による事件

### 第5の事件
- 男性職員Ｙは、恋愛感情から入所する女子児童Ｅと施設外で交際を続けるなかで、施設内の女子児童の居室で不適切な関係をもっていたところを、当該施設の女性職員に目撃された。このためYは2017年6月に自主退職した[2][3][25]。

- この事件について、福岡県北九州市小倉北区にあるはたけやまクリニックの藤岡順子院長は、「虐待を受けた子どもは、過剰に保護者の期待に応えようとするケースも見られる。親代わりの立場を悪用したといえ悪質だ。」と指摘している[25]。

### 第6～8の事件
男性職員Uの児童虐待は次のとおり。
- 男性職員Ｕは2018年9月以降、入所する男子児童3名に対して、手拳で児童の顔面を殴打するなどの身体的虐待を、少なくとも3件（被害児童：男子小学生1名・男子中学生1名・男子高校生1名）発生させていた。
- 北九州市役所が2019年11月、特別指導監査により当該虐待を把握すると、Uは「いずれも先に入所児童がUを殴ってこようとした。」「やむを得ず児童を殴ってしまった。」などと正当防衛を主張していた。
- Uは2019年12月、大型イベント時に欠勤したことや故障車（入所児童が日常使用する法人車両）を放置していたことなども要因となり、翌年2月に諭旨免職となった。

### 第19～21の事件
- 運営法人は2023年6月、「令和4年度事業報告書（2022年4月～2023年3月）[28]」において、双葉学園の職員が違法行為ないし不祥事を計3件発生させていたことを公表した[28]。

### 他の職員による事件一覧
|          | 第5の事件              | 第6～8の事件                                    | 第19～21の事件              |
| -------- | ---------------------- | ----------------------------------------------- | --------------------------- |
| 発生時期 | 2017年                 | 2018年9月以降                                   | 2022年度                    |
| 発覚時期 | 2017年6月              | 2019年11月                                      | 2023年6月                   |
| 加害職員 | 男性ケースワーカーY    | 男性ケースワーカーU                             | 非公表                      |
| 被害児童 | - 女子高校生1名        | - 男子小学生1名 - 男子中学生1名 - 男子高校生1名 | - 非公表                    |
| 虐待内容 | 性的虐待：1件          | 身体的虐待：計3件                               | 違法行為ないし不祥事：計3件 |
| 発覚経緯 | 児童養護施設からの申告 | 北九州市役所の特別指導監査                      | 児童養護施設からの申告      |

## 入所児童間の事件

### 第9～11の事件とは
職員Ｘによる第1～第4の事件が発覚した前後にあたる2019年4月から9月の半年間だけでも、年長の男子児童が年下の男子児童に対して性的暴力をするという、入所する男子児童間の性的虐待事件が少なくとも3件は発生した。いずれも加害児童については、児童相談所（北九州市子ども総合センター）にその身柄を移された。

### 第9～11の事件の背景
前述の男性職員Xの事件が発覚した前後にあたる2019年4月から9月の半年間では、入所する男子児童間の性的暴力により3名以上の男子児童が実質的な退所に追い込まれ、その一部は福岡県久留米市上津町にある児童精神科での措置入院となった。このため北九州市役所においては、男性職員Ｘの事件発覚前後にわたり次の4点について行政指導を続けていた。
- 施設の消灯時間に夜警の専門職員の配置
- 入所児童の心のケアを担当する心理療法専門職員の配置
- 入所児童への体系的な性教育の実施
- 施設職員に対する体系的な虐待防止研修の実施

しかし双葉学園の当時の施設長であった鈴木貴美子（現:双葉学園みのりの児童指導員）は、長期間にわたりこれらの対応を放棄していたことから、入所する男子児童間の性的虐待事件が1年以上にわたり公然と見過ごされていた。ちなみに、後述する北九州市社会福祉審議会においては、男性職員Ｘから性的虐待を受けていた一部の被害児童が、児童間の性的虐待では一転加害側になっていたことが問題視されていた。

### 入所児童間の事件一覧
|          | 第9の事件 | 第10の事件 | 第11の事件 |
| -------- | --- | --- | --- |
| 発生時期 | 2019年6月と7月 | 2019年9月 | 2019年4月 |
| 発覚時期 | 2019年7月 | 2019年9月 | 2019年9月 |
| 虐待場所 | 施設2階の児童の居室内 | 施設２階の浴室の脱衣場 | 施設2階の児童の居室内 |
| 加害児童 | 男子小学生1名 | 男子中学生1名 | 男子中学生1名 |
| 被害児童 | 男子小学生1名 | 男子中学生1名 | 男子小学生2名 |
| 虐待内容 | 性的虐待 | 性的虐待 | 性的虐待 |
| 発覚要因 | 施設の届出 | 第三者の男性による通報 | 市役所による調査 |
| 備 考    | - 第9の事件の加害児童と第11の事件の被害児童は同一の男子小学生である。 - 第10の事件の被害児童と第11の事件の加害児童は同一の男子中学生である。 - 第10の事件の加害児童の弟（中学生）は、第2の事件の男子小学生Dの妹（小学生）に陰部を露出した経緯がある - 上記性的虐待の中には肛門性交や口腔性交を伴うものもあった。 - 2019年は児童用の浴室は施設の2階に1ヶ所のみであったため、時間帯により男女が入れ替わっていた。 | - 第9の事件の加害児童と第11の事件の被害児童は同一の男子小学生である。 - 第10の事件の被害児童と第11の事件の加害児童は同一の男子中学生である。 - 第10の事件の加害児童の弟（中学生）は、第2の事件の男子小学生Dの妹（小学生）に陰部を露出した経緯がある - 上記性的虐待の中には肛門性交や口腔性交を伴うものもあった。 - 2019年は児童用の浴室は施設の2階に1ヶ所のみであったため、時間帯により男女が入れ替わっていた。 | - 第9の事件の加害児童と第11の事件の被害児童は同一の男子小学生である。 - 第10の事件の被害児童と第11の事件の加害児童は同一の男子中学生である。 - 第10の事件の加害児童の弟（中学生）は、第2の事件の男子小学生Dの妹（小学生）に陰部を露出した経緯がある - 上記性的虐待の中には肛門性交や口腔性交を伴うものもあった。 - 2019年は児童用の浴室は施設の2階に1ヶ所のみであったため、時間帯により男女が入れ替わっていた。 |

## 施設長・理事による事件

### 当時の施設長及び理事
北九州児童養護施設虐待事件が発覚した2019年当時、児童養護施設の施設長及び運営法人の理事は次のとおり。
＜児童養護施設の施設長＞
- 双葉学園：鈴木貴美子
- 双葉学園みのり：西田孝子

＜運営法人の理事＞
- 高原堅次（理事長）
- 高田照男（北九州市役所子ども家庭局OB）
- 竹山公浩（運営法人とは無関係の児童養護施設の施設長）
- 森延靖（双葉苑職員）
- 福井義彦（歯医者）
- 小野三七子（双葉学園の児童指導員）
- 西田二郎（本事件が発覚した2019年6月に再任）

### 第12の事件
- 鈴木貴美子は 2017年9月に双葉学園の施設長に就任した際、自身の給与を給与規定に基づかずに昇給させていた[32]。
- 鈴木貴美子は、米国ニューヨーク州内の高校に進学している長男に、運営法人が法人契約している業務用の携帯電話を2016年から2020年の間貸し出し、海外パケット代金を49万円も発生させていた。このため公金である措置費から私用の携帯電話料を賄うのは違法・不法であるとして、福岡県北九州市内に居住する第三者の男性が2019年、住民監査請求及び行政訴訟を提起していた。これらを受け運営法人は、2021年になり鈴木貴美子を被告とする損害賠償請求を、福岡地方裁判所小倉支部に提起した[33][34][35][36]。
- 鈴木貴美子は、日頃より高圧的な姿勢で職員に接していたことから、職員は鈴木貴美子に何も言えない状態になっていたことから、男性職員Xによる指導記録の不記載、勤務時間外の不用意な居残り等について労務管理できていなかった。[29]。

### 第13の事件
- 双葉学園みのりの施設長であった西田孝子は2017年から2018年の間、月額44万円であった自身の給料を段階的に74万円に引き上げた。
- 西田孝子は定められた勤務時間に就業せず、勤務先とは別の施設の給食を「検食」と称して自宅に持ち帰っていた[20]。このため北九州市役所は、西田孝子のこれらの行為に対して改善勧告を出した経緯がある[37]。
- 西田孝子は、日頃より高圧的な姿勢で職員に接していたことから、職員は西田孝子に何も言えない状態になっていた[29]。

### 第14の事件
- 当時双葉学園の施設長であった鈴木貴美子は、前述の第5の事件（男性職員による女子児童への性的虐待）が2017年6月に発覚したことから、同年10月、虐待防止研修の定期的な開催、防犯カメラの録画内容を翌日に確認することなどを柱とする再発防止策を北九州市役所に提出していた。
- 鈴木貴美子は、当該再発防止策の履行を１年余りも放置したことから、第1～第4、第6～第８の事件及び第9～第11の事件の発覚が2019年まで遅れることとなった[1][2][3]。

### 第15の事件
- 双葉学園の施設長であった鈴木貴美子は2019年4月、シフト休にも関わらず午前9時過ぎに施設を訪れた男性職員Ｕから、身体的虐待を少なくとも3件していることなどについて告白を受けた。しかし鈴木貴美子は、告白を受けた当該虐待の事実3件について、警察署や児童相談所などに一切通報・通告をしなかった[20][26]。
- 鈴木貴美子施設長は、北九州児童養護施設虐待事件について、「男性職員Ｘの個人的（同性愛）な問題。」「児童養護施設も被害者。」などと、不適切な主張を反復累行した[2][29]。
- 鈴木貴美子施設長は、北九州市役所の行政指導を無視して、事件発覚前・後において夜警を強化しなかったほか、心理療法担当職員2名を欠員させていた[2][29]。

### 第16の事件
- 運営法人は児童養護施設の事業において6000万円もの補助金の不正受給をしたことから、西田二郎はその責任をとり同年運営法人の理事を退任した[38][39][40]。しかし、運営法人の理事会は北九州児童養護施設虐待事件が発覚した2019年６月、西田二郎を理事に復帰させた。
- 西田二郎が加わった運営法人の理事会は、北九州児童養護施設虐待事件について、「男性職員Ｘの個人的（同性愛）な問題である。」「児童養護施設も被害者。」などと結論付け、事件の原因などについてほとんど議論しなかった[2][29]。
- 西田二郎が加わった運営法人の理事会は、明らかに適格性を欠いている双葉学園みのりの西田孝子施設長、双葉学園の鈴木貴美子施設長を放任した[2][29]。
- 北九州市役所は以上を鑑み、西田二郎を運営法人の理事とすることは、業務を改善しようとする法人の姿勢としては不適切であると、運営法人に対して行政指導をした[41][42]。しかし、運営法人の理事会は、北九州児童養護施設虐待事件が発覚した2019年当時から2024年までの5年にわたり、当該行政指導を無視して西田二郎を理事に起用し続けている。

### 施設長・理事による事件一覧
|       | 第12の事件                                                         | 第13の事件                                                                      | 第14の事件                        | 第15の事件                                 | 第16の事件                                |
| ----- | ------------------------------------------------------------------ | ------------------------------------------------------------------------------- | --------------------------------- | ------------------------------------------ | ----------------------------------------- |
| 発生  | 2016年～2020年                                                     | 2017年～2019年                                                                  | 2017年～2018年                    | 2019年4月                                  | 2019年                                    |
| 発覚  | 2019年9月                                                          | 2019年11月                                                                      | 2018年9月                         | 2019年11月                                 | 2019年11月                                |
| 主体  | 鈴木貴美子                                                         | 西田孝子                                                                        | 鈴木貴美子                        | 鈴木貴美子                                 | 運営法人の理事7名                         |
| 概 要 | - 自身の給料を不正昇給 - 業務上の横領（49万円） - 職員へのパワハラ | - 給料を不正昇給 - 定時に勤務しない - 他施設の給食の持ち帰り - 職員へのパワハラ | - 虐待防止策の履行を2年近くも懈怠 | - 行政指導の無視 - 児童虐待事件3件を隠ぺい | - 行政指導の無視 - 本事件の原因究明を懈怠 |

## その他の事件

### 第17の事件
入所する男子児童Jは2000年6月24日、施設内でゲーム遊びをめぐって別の入所児童と口論になった。このため男性職員甲（児童指導員・26歳）はこれを制止したものの男子児童Jが反抗的な態度に出たため、男子児童Jの顔面を１回平手打ちにした。すると同月26日になり患部が化のうしたため、１週間の入院を要する事態となったことが、2008年8月に発覚した。他面、この事件においては、施設職員が入所児童の了解を得ないで持ち物検査をしていたことも発覚したことから、北九州市役所は、➀入所児童の権利擁護に配慮すること。➁勝手な持ち物検査はプライバシーの侵害に当たること。➂問題が発生したときは即時報告することなど５項目についても行政指導をした。
この事件について、北九州市役所の駒田英孝市保健福祉局長は、児童相談所に対して第三者の男性から、「児童指導員が入所児童に暴行した。」などとする主旨の電話があり、市役所が関係者から事実関係を聞き取り調査して当該事件が発覚したとしている。

### 第18の事件
男性職員乙（児童指導員・37歳）は2024年3月17日午後3時30分ころ、福岡県北九州市小倉南区上葛原1丁目にあるゲームセンターにおいて、「男が盗撮をしている。」という第三者の男性からの110通報を受けて駆けつけた警察官から職務質問を受けた。すると所持していた手提げバックにはモバイルバッテリーに偽装した小型カメラがあった。このため男性職員乙は、クレーンゲームをしている小学5年生の女子児童（11歳）のスカートのなかを盗撮しようとしたとして、性的姿態撮影処罰法違反の容疑で逮捕された。
男性職員乙は福岡県小倉南警察署の調べに対して、「精神的に疲れていた。」「女性のスカートの中を見たいという性的欲求を抑えきれなかった。」などと供述し当該容疑を認めている。また、押収したカメラからは他にも盗撮したとみられる写真が十数件見つかっていることから、勤務先の児童養護施設などでも同様の行為をしていないか調べが進められている。

### その他の事件一覧
|            | 第17の事件                           | 第18の事件                           |
| ---------- | ------------------------------------ | ------------------------------------ |
| 発生の年月 | 2000年6月                            | 2024年3月                            |
| 発覚の年月 | 2000年8月                            | 2024年3月                            |
| 虐待の場所 | 児童養護施設の2階                    | 福岡県北九州市内にあるゲームセンター |
| 加害職員   | 男性職員甲                           | 男性職員乙                           |
| 被害児童   | 入所している男子児童                 | 児童養護施設とは無関係の女子児童     |
| 虐待の内容 | 身体的虐待                           | 性的虐待                             |
| 事件の顛末 | 男性職員は事件発覚後に退職した       | 男性職員乙は現行犯逮捕され、退職した |
| 事件の影響 | 両事件共に、新聞やテレビで報道された | 両事件共に、新聞やテレビで報道された |

## 児童養護施設の近年の状況
北九州児童養護施設虐待事件が発覚した以降、児童養護施設の双葉学園及び双葉学園みのりにおいて発生した事件・事故の状況は次のとおりである。
|          | 職員の違法 行為不祥事 | 入所児童間 の性的暴力 | 放置・放任 | 対職員暴力 | 入所児童の ﾄﾗﾌﾞﾙ喧嘩 | 児童間の不 適切な行為 | 入所児童間 の問題行動 | 無断外泊又 は無断外出 |
| -------- | --------------------- | --------------------- | ---------- | ---------- | -------------------- | --------------------- | --------------------- | --------------------- |
| 2021年度 |                       | 2件※3                 |            |            | 2件                  |                       |                       | 4件                   |
| 2022年度 | 3件※1                 | 1件※3                 | 5件※4      |            | 12件                 | 4件                   | 2件                   | 9件                   |
| 2023年度 | 1件※2                 |                       |            | 2件        | 1件                  | 1件                   | 2件                   | 6件                   |

※1）双葉学園の職員は2022年度、違法行為ないし不祥事を計3件した（第19～21の事件）。
※2）男性職員乙が2023年度、女子小学生に対する性的虐待により福岡県小倉南警察署に逮捕された（第18の事件）。
※3）「入所児童間の性的暴力」については、双葉学園で2022年度に1件、2021年度は1件（計2件）発生している。他方、双葉学園みのりにおいては2021年度に1件発生している。
※4）「放置・放任」については、双葉学園だけで2022年度に5件も発生している。

## 事件の年表
| 年     | 月      | 出来事 |
| ------ | ------- | --- |
| 1994年 | 3月以降 | - Xは高校を卒業すると一旦は大学に進学するも、その後児童養護施設に入職した。 |
| 2000年 | 6月     | - 男性職員甲による入所児童への身体的虐待により被害児童が入院した（第17の事件）。 |
| 2009年 | 2月     | - 男性職員Xは西日本シティ銀行の住宅ローンを利用して、2階建て新築戸建住宅を購入した。 |
| 2011年 | 4月     | - 男性職員Xは福岡県北九州市小倉南区にある児童養護施設に異動となった。 |
| 2015年 | 1月頃   | - 男性職員Ｘが男子児童Aに性的虐待をした（第4の事件）。 |
| 2017年 | 6月     | - 男性職員Yが女子児童Eに性的虐待をした（第5の事件）。 |
| 2017年 | 10月    | - 西田二郎は不正受給（6,000万円）の責任をとり運営法人の理事を退任した（第16の事件）。 |
| 2018年 | 9月     | - 男性職員Xが男子児童Bに性的虐待をした（第3の事件）。 |
| 2018年 | 12月    | - 男性職員Xが男子児童Dに性的虐待をした（第2の事件）。 - 児童相談所は入所男子児童（Dとは別の児童）を保護し、精神病院への措置入院とした。 |
| 2019年 | 2月     | - 男性職員Xが諭旨免職となった。 |
| 2019年 | 3月     | - 男性職員Xが男子児童Cに性的虐待をした（第1の事件） |
| 2019年 | 4月     | - 鈴木貴美子施設長は身体的虐待3件を隠蔽した（第15の事件）。 |
| 2019年 | 6月     | - 諭旨免職となっていたXが第1の事件の容疑により逮捕された。 - 児童養護施設が福岡県警察の家宅捜索を受けた。 - 運営法人は西田二郎を理事に復帰させた（第16の事件）。 |
| 2019年 | 7月     | - Xが第2及び第3の事件の容疑で逮捕された。 - 児童間の性的虐待の加害児童が児童相談所に身柄を移された（第９の事件）。 |
| 2019年 | 8月     | - Xが第4の事件の容疑で書類送検された。 |
| 2019年 | 9月     | - 北九州市議会において第1から第4の事件が取り上げられた。 - 北九州市役所は、鈴木貴美子が公金を横領したとする住民監査請求を受理した（第12の事件）。 - 鈴木貴美子が虐待防止策の履行を1年以上放置していたことが発覚した（第14の事件）。 - 児童相談所は複数の男子児童を保護し、その一部を措置入院とした（第9～11の事件）。                                 |
| 2019年 | 10月    | - Xが強制性交・児童買春などで起訴された（第1～4の事件）。 |
| 2019年 | 11月    | - Xは論告求刑で執行猶予付きの判決を求めた（第1～4の事件）。 - 男性職員Uの男子児童への身体的虐待が発覚した（第6～8の事件）。 - 男子児童間の性的虐待が公表された（第9～11の事件）。 - 西田孝子は規定時間に就業しないほか、他施設の給食を食べていた（第13の事件）。 - 運営法人は西田二郎を理事とするのは適切でないとする行政指導を受けた（第16の事件）。 |
| 2019年 | 12月    | - Xに懲役8年の実刑が下された（第1～4の事件）。 |
| 2020年 | 1月     | - 運営法人は双葉学園みのりの西田孝子施設長を解任した（第13の事件）。 - 運営法人は双葉学園の鈴木貴美子施設長を解任した（第12・14及び15の事件）。 |
| 2020年 | 2月     | - 児童虐待をした男性職員Uが諭旨免職となった（第6～8の事件）。 - 施設長を解任された鈴木貴美子は双葉学園みのりにおいて児童指導員として入職した。 |
| 2020年 | 4月     | - 北九州市役所がアドボケイト（代弁者）を配置した。 |
| 2021年 | 2月     | - 運営法人は鈴木貴美子を被告とする民事訴訟を提起した（第12の事件）。 |
| 2021年 | 6月     | - 2019年に続き、運営法人は行政指導を無視して西田二郎を理事とした（第16の事件）。 |
| 2021年 | 12月    | - 福岡県弁護士会が施設の運営法人を訪問し人権救済勧告を執行した。 |
| 2023年 | 6月     | - 職員が2022年度、違法行為ないし不祥事をしていたことが公表された（第19～21の事件） |
| 2023年 | 9月     | - 2021年に続き、運営法人は行政指導を無視して西田二郎を理事とした（第16の事件）。 |
| 2024年 | 3月     | - 男性職員乙が、盗撮の容疑で逮捕された（第18の事件）。 |

## 職員Ｘの刑事裁判

### 起訴事実
福岡地方検察庁小倉支部の鯰越敦子検察官は2019年10月11日、次のとおり起訴状を読み上げた。男性職員Ｘは、勤務する児童養護施設に入所する男子児童らにタブレット端末で遊ばせる、旅行に連れて行くなどして親しくなった。そのうえで「自身の性欲を満たすため、嫌がる被害者に行為を要求していた。」とし、わいせつな行為を長年続けていたとした。また諭旨免職後の2019年2月以降も、中学校近くの私道にＸの自家用車を駐車して男子中学生に1回あたり数千円を提供して児童買春を続けていたとした。これら起訴事実についてXは、「間違いありません。」と全面的に認めた。また、Xの代理人弁護士も、起訴内容を全部認めて争わないとしたうえで、次回の論告求刑で性犯罪加害者を対象とした臨床心理士の治療計画書を提出すること、及びXの父親を情状証人とすることを主張し、裁判所はこれを認めた。

### 論告求刑
福岡地方検察庁小倉支部の鯰越敦子検察官は2019年11月5日、次のとおり指摘したうえで、Xを懲役9年に処すべきとした。男性職員Xの一連の「犯行は、自身の性的欲求を満たすためで（児童）指導員の立場を悪用している。被害者に与えた精神的苦痛も相当大きい。」「施設の職員が入所児童にわいせつ行為をしたということが、社会に与えた不安も大きい。」とした。他方、男性職員Xの代理人弁護士である平和通り法律事務所の水波知也弁護士は、Ｘの父親からXに対する情状証言、及び臨床心理士からX（性犯罪加害者）を対象とした治療計画の証言をさせたうえで、男性職員Xは「反省している。」などと述べ執行猶予付きの判決を求め結審した。

### 判決の内容
福岡地方裁判所小倉支部の鈴嶋晋一裁判長は2019年12月3日、次のとおり判決した。男性職員Ｘは、入所児童を指導・監督する立場にあったうえ、被害男子児童4名に慕われていた面もあった。しかしXは、「（児童）指導員の立場を悪用して自らの性欲のはけ口として犯行に及んだものであり酌むべき点はない。」と指摘した。その上で裁判長は、男性職員Ｘは、「以前から同様の行為を繰り返しており常習性は明らか。」「職員から被害を受けた精神的苦痛は多大。」「（被害者の）将来への悪影響も懸念される。」「社会に与えた不安も無視できない。」などとし、Xに対して懲役8年（求刑懲役9年）の実刑判決を言い渡した。なお、当該判決はXが控訴を断念したことにより2019年12月に確定し、Ｘは佐賀県内の刑務所に収監された。

### 裁判の概要
| 項目     | 内 容 | 備 考                  |
| -------- | --- | ---------------------- |
| 裁判所   | 福岡地方裁判所小倉支部 | 207号法廷              |
| 裁判長   | 鈴嶋晋一 | 福岡地方裁判所小倉支部 |
| 書記官   | 大石哲也 | 福岡地方裁判所小倉支部 |
| 検察官   | 鯰越敦子 | 福岡地方検察庁小倉支部 |
| 被害者   | 男子児童A・B・C及びD（第1～第4の事件）                                                                                              | 児童養護施設の入所児童 |
| 被 告    | 男性職員X | 児童養護施設の元職員   |
| 容 疑    | - 強制わいせつ罪：1件 - 強制性交等罪：1件 - 児童買春：1件 - 児童ポルノ禁止法違反（製造）：1件 - 児童福祉法違反（淫行させる行為）4件 |                        |
| 弁護士   | 水波知也 | 平和通り法律事務所     |
| 起 訴    | 2019年10月11日午前10時 | 207号法廷              |
| 論告求刑 | 2019年11月5日午後1時30分 | 207号法廷              |
| 認 否    | X及びXの代理人弁護士は起訴事実を全て認めた                                                                                          |                        |
| 情状証人 | 男性職員Xの父親のみ |                        |
| 判決日時 | 2019年12月3日午後1時30分 | 207号法廷              |
| 判決主文 | 懲役8年 | 求刑懲役9年            |
| 収監先   | 佐賀県内の刑務所 | 判決は2019年12月に確定 |

## 事件当時の状況

### 当時の施設長及び理事
北九州児童養護施設虐待事件が発覚した2019年当時、児童養護施設の施設長及び運営法人の理事は次のとおり。
＜児童養護施設の施設長＞
- 双葉学園：鈴木貴美子
- 双葉学園みのり：西田孝子

＜運営法人の理事＞
- 高原堅次（理事長）
- 高田照男（北九州市役所子ども家庭局OB）
- 竹山公浩（運営法人とは無関係の児童養護施設の施設長）
- 森延靖（双葉苑職員）
- 福井義彦（歯医者）
- 小野三七子（双葉学園の児童指導員）
- 西田二郎（本事件が発覚した2019年6月に再任）

### 当時の特別監査の結果
北九州市役所は、「特別指導監査」（2018・2019年）を2回行い次のとおり指導した。
＜不正会計＞
- 補助金など約6,000万円を不正受給することは適性を欠くこと[74][75][76][77]。
- 領収書などの無い使途不明金約293万円を発生させたほか、デパートの商品券230万円分、ホテルの商品券100万円分が換価されているが、その使用用途が不明であることなど約600万円の使途不明金が発生するなど、累計25件もの不適切な業務運営が発覚したことは適性を欠くこと[78][79][80][81]。

＜西田一市議＞
- 西田一が双葉会の事業収入約1,700万円を横領していたことは適性を欠くこと[82][83][80][84][85]。
- 西田一が資産公開条例に基づき、双葉会からの収入約1,700万円を資産として記載していなかったことは適性を欠くこと[86]。
- 双葉会が公費589万で購入した車両を、西田一が自家用車のように使用していたことは適性を欠くこと[87]。

＜施設長＞
- 西田孝子が月額44万円であった自身の給料を、段階的に74万円まで引き上げたことは適性を欠くこと[71]。
- 双葉学園みのりの開設に必要な物品等の経費1,400万円について、予算及び補正予算に計上することなく初度調弁したうえ、これに係る見積書、契約書、請求書などの関係書類がほとんど保存されていなかったことは適性を欠くこと[71]。
- 西田孝子が定められた時間に就業しなかったうえ、他施設（双葉学園）の給食を検食と称して勝手に自宅に持ち帰っていたことは適性を欠くこと[70]。

- 双葉学園の鈴木貴美子の長男が、業務用の携帯電話を海外で使用し約49万円もの通信代を発生させていたことは適性を欠くこと[88]。

### 当時の施設及び理事会の状況
北九州市社会福祉審議会は2019年11月、当時の施設及び運営法人の理事会について次のとおり指摘している。
＜施設＞
- 鈴木貴美子施設長は、男性職員Ｘによる指導記録の不記載、勤務時間外の不用意な居残り等について労務管理できていなかった。
- 鈴木貴美子施設長は、事件発覚前・後において夜警を強化しなかったことから、入所する男子児童間の性暴力が見過ごされていた。
- 上記により、双葉学園で男性職員Ｘから虐待を受けていた一部の被害児童は、男子児童間の性暴力においては、加害者に転化していた。
- 鈴木貴美子施設長は、事件発覚前・後において心理療法担当職員2名を欠員させ、入所児童に対する心のケアができていなかった。
- 鈴木貴美子施設長は北九州児童養護施設虐待事件について、「男性職員Ｘの個人的な性的嗜好（同性愛）の問題。」などと断じ、あたかも施設や運営法人側も被害者であるとの誤った認識を持ち続けていた。
- 西田孝子施設長及びその長女の鈴木貴美子（旧姓:西田）施設長は、日頃より高圧的な姿勢で職員に接していたことから、職員は両施設長に何も言えない状態になっていた。

＜理事会＞
- 運営法人の理事会においても北九州児童養護施設虐待事件は、男性職員Ｘの個人的（同性愛）な問題と結論付け、当該事件の原因などについて、ほとんど議論しなかった。
- 運営法人の理事会は、適格性を欠いている西田孝子施設長及び鈴木貴美子施設長を放任するなど、内部統制システムが機能不全の状態に陥っていた。

### 被害児童との示談
双葉会は、児童虐待を受けた被害児童やその保護者に対する慰謝料の支払いは一切行っていないものの、男性職員Ｘ個人においては、2019年に一部の被害児童の保護者と和解を成立させている。

## 福岡県弁護士会の勧告
福岡県北九州市内に居住する第三者の男性から、「子どもの人権救済申立書」を受理していた福岡県弁護士会（人権擁護委員会）は、2021年12月2日、施設の運営法人を訪問し「人権救済勧告」を執行した。このなかで福岡県弁護士会は、施設において児童福祉法などが定める最低限の技術的基準を遵守していなかったために、男性職員Ｘによる加害を防止できなかったとした。また、被害を拡大させたことは被害児童が有する「人格権」（憲法13条）、「子どもの成長発達権」（児童の権利に関する条約前文、6条、19条）や、「虐待から保護される権利」を侵害することとなると勧告した。

## 市役所の指導内容

### 市役所の運営法人に対する指導内容
2019年6月より特別指導監査を続けていた北九州市役所子ども家庭局は、前述の社会福祉審議会の提言を受け、社会福祉法などの規定に基づき、施設の管理体制の見直しを求める「改善勧告」を2019年11月27日に行った。なお、その内容は、2019年12月26日までに運営法人が北九州市役所に提出する報告書の内容次第では、新たに「業務停止命令」などの措置を講ずるとした厳しいものであった。
北九州市役所子ども家庭局は特別指導監査において次の事項を指導した。
- 運営法人の理事会の体制を改め、児童福祉の専門知識や経験を有するなど、理事の資質が確保できるような人材配置を行いガバナンスの強化を図ること。
- 不祥事等の問題が生じた場合、速やかに原因の究明や再発防止の審議を行い、十分な対策を講じるなど、形骸化しない議事の活発化・透明化を図ること。
- 内部統制システムが機能しているかを客観的にチェック・モニタリングするために、➀外部の有識者を加えた「第三者委員会」などを設置すること。➁改善勧告などで指摘した問題点や課題を再検証すること。➂適切な施設運営の再構築及び児童の処遇向上に向けた改善策を策定すること。

### 市役所の施設に対する指導内容
北九州市役所子ども家庭局は特別指導監査において当該施設に対し主に次の事項を指導した。
- 児童養護施設の長の資格として必要とされる適格性の要件を満たす人材を配置し、施設の管理運営体制の再構築を図ること。
- 施設の管理運営や再発防止が適正に実施されるよう、内部統制に係る体制・システムを構築すること。
- 虐待防止やケアの質を高める研修等を定期的、計画的に行い、職員の処遇スキルと倫理意識の向上を図っていくこと。
- 職員から児童への暴力、児童間の暴力、児童から職員への暴力、これら3種の暴力に包括的に対応する具体策を検証すること。

## 再発防止策

### 運営法人の防止策
施設の運営法人は、北九州市役所子ども家庭局からの改善勧告を受け、次の対応策を実施した。
- 理事長を含む3名の理事が退任し、児童福祉の専門知識や経験を有する理事を新たに就任させた。
- 双葉学園みのりの西田孝子施設長及び双葉学園の鈴木貴美子施設長を2020年1月に解任し、適格性の要件を満たす人材を同年同月に新たに就任させた。
- 今回の事件の「原因の究明」、「再発防止策の策定及び実施」を行い再発防止策の徹底を図った。
- 「内部管理体制の基本方針」に沿った業務実施を徹底するようにした。
- 職員の育成は法人の責務と位置づけ、研修体系等を明確にし、体系に従った研修を実施するようにした。
- 施設内に職員を主体とした「安全・安心委員会」（仮称）を設置した。
- 運営法人の理事会とは独立した立場から、運営法人が定めた「内部管理体制の基本方針」などに基づく経営が行われているか、履行状況に関するモニタリングを行う「第三者によるモニタリング委員会」を設置した。

### 施設の防止策
施設は北九州市役所子ども家庭局の改善勧告を受け、次の対応策を実施した。
- 入所児童への性教育の実施。
- 「権利ノート」を利用した人権教育の実施。
- 「意見箱」の設置。
- 児童相談所作成の「24時間子ども相談ホットライン」カードの配付。
- 施設職員への性暴力防止研修の実施。
- 施設職員への「報連相」の周知。
- 「性暴力等の対応マニュアル」の作成及び研修の実施。
- 被害児童・加害児童について新たに「自立支援計画」の策定。
- 施設の安全点検の実施。
- 児童自治会活動の活性化。

### 市役所の防止策
福岡県北九州市内にある児童養護施設7ヶ所の入所児童から本音を引き出し、保護などにつなげることを目的に「アドボケイト（代弁者）」を配置した。アドボケイトは虐待などを受けても第三者に打ち明けづらい立場にある子どもの意思表明を支援するのが役割である。具体的には心理士などの資格を持つ相談員3名を福岡県北九州市にある「子ども・若者応援センターYELL（エール）」に配置し、2020年度より福岡県北九州市内に7ヶ所ある児童養護施設を毎月1回ずつ巡回している。